# Xylopia aethiopica
Xylopia aethiopica är en kirimojaväxtart som först beskrevs av Michel Félix Dunal, och fick sitt nu gällande namn av Achille Richard. Xylopia aethiopica ingår i släktet Xylopia och familjen kirimojaväxter. Inga underarter finns listade i Catalogue of Life.